# Suellacabras
Suellacabras é um município da Espanha na província de Sória, comunidade autónoma de Castela e Leão, de área 39,19 km² com população de 32 habitantes (2006) e densidade populacional de 0,81 hab/km².

## Demografia
| Variação demográfica do município entre 1991 e 2004 | Variação demográfica do município entre 1991 e 2004 | Variação demográfica do município entre 1991 e 2004 | Variação demográfica do município entre 1991 e 2004 |
| --------------------------------------------------- | --------------------------------------------------- | --------------------------------------------------- | --------------------------------------------------- |
| 1991                                                | 1996                                                | 2001                                                | 2004                                                |
| 50                                                  | 51                                                  | 36                                                  | 32                                                  |